# Ammocharis baumii
Ammocharis baumii är en amaryllisväxtart som först beskrevs av Hermann August Theodor Harms, och fick sitt nu gällande namn av Milne-redh. och Herold Georg Wilhelm Johannes Schweickerdt. Ammocharis baumii ingår i släktet Ammocharis och familjen amaryllisväxter. Inga underarter finns listade i Catalogue of Life.